# 1223 Neckar
1223 Neckar è un asteroide della fascia principale. Scoperto nel 1931, presenta un'orbita caratterizzata da un semiasse maggiore pari a 2,8690752 UA e da un'eccentricità di 0,0602782, inclinata di 2,55028° rispetto all'eclittica.
Il suo nome fa riferimento al fiume Neckar, un affluente del Reno.